# Philéas-Hector Carillon
Pour les articles homonymes, voir Carillon (homonymie).
Philéas-Hector Carillon est un sculpteur français né à Irancy (Yonne) le 22 avril 1840 et mort à Dragey-Ronthon le 24 août 1906.

## Biographie
Élève de Gustave Guillaumet, Philéas-Hector Carillon expose de nombreux bustes au Salon de 1875 à 1894. Il est membre de la Société des artistes français. Il meurt en 1906.
Il est le père du sculpteur René Carillon, né à Cravant en 1871.

## Œuvres
- Mlle A. C… Buste en plâtre. Salon de 1875 (no 2023).
- Portrait de M. E. T… Buste en plâtre. Salon de 1876 (no 3121).
- Portrait d'enfant. Buste en plâtre. Salon de t876 (no 3125).
- M. Fontanet. Buste en plâtre. Salon de 1877 (no 3631).
- M. L. Lhérault.. Buste en marbre. Salon de 1878 (no 4100).
- Mme D. Buste en terre cuite. Salon de 1880 (no 6163).
- M. Arveuf. Buste en plâtre. Salon de 1880 (no 6164).
- Portrait de M. R…. Buste en terre cuite. Salon de 1881 (no 3693).
- Coquetterie. Statuette en marbre. Salon de 1883 (no 3423).
- Portrait de M. D…. Buste en plâtre. Salon de 1883 (no 3424).
- Portrait de M. F. G…. Buste en marbre. Salon de 1884 (no 3312).
- Portrait de Mme Lucie Palicot. Buste en plâtre. Salon de 1885 (no 3433).
- Portrait de M. H. F…. Buste en bronze. Salon de 1885 (no 3434).
- Portrait de Mlle Renée G…. Buste en marbre. Salon de 1886 (no 3604).
- Portrait de Mlle D…. Buste en marbre. Salon de 1887 (no 3730).
- Buste en marbre. Salon de 1888 (no 3868).
- Portrait de J. B…. Buste en plâtre. Salon de 1889 (no 4127).
- M. …. Buste en marbre. Salon de 1890 (no 3622).
- Mlle Emma C…. Buste en plâtre. Salon de 1891 (no 2351).
- Mlles E. S… et A. C…. Médaillon en plâtre. Salon de 1894 ((no 2883).